# Erlandia inopinata
Erlandia inopinata là một loài bọ cánh cứng trong họ Cerambycidae.